# Rajd Niemiec 2005
Rezultaty Rajdu Niemiec w 2005 roku, który odbył się w dniach 26–28 sierpnia:

## Klasyfikacja końcowa (punktujący zawodnicy)
| lp. | zawodnik          | pilot           | samochód              | czas      | różnica | grupa | pkt. |
| WRC | WRC               | WRC             | WRC                   | WRC       | WRC     | WRC   | WRC  |
| --- | ----------------- | --------------- | --------------------- | --------- | ------- | ----- | ---- |
| 1.  | Sébastien Loeb    | Daniel Elena    | Citroën Xsara WRC     | 3:27:13,2 | 0,0 s.  | A8 M  | 10   |
| 2.  | François Duval    | Sven Smeets     | Citroën Xsara WRC     | 3:27:50,6 | +37,4   | A8 M  | 8    |
| 3.  | Marcus Grönholm   | Timo Rautiainen | Peugeot 307 WRC       | 3:29:18,0 | +2:04,8 | A8 M  | 6    |
| 4.  | Markko Märtin     | Michael Park    | Peugeot 307 WRC       | 3:32:16,8 | +4:09,4 | A8 M  | 5    |
| 5.  | Gianluigi Galli   | Guido D’Amore   | Mitsubishi Lancer WRC | 3:32:16,8 | +5:03,6 | A8 M  | 4    |
| 6.  | Roman Kresta      | Jan Tomanek     | Ford Focus WRC        | 3:32:25,5 | +5:12,3 | A8 M  | 3    |
| 7.  | Petter Solberg    | Phil Mills      | Subaru Impreza WRC    | 3:35:01,3 | +7:48,1 | A8 M  | 2    |
| 8.  | Stéphane Sarrazin | Denis Giraudet  | Subaru Impreza WRC    | 3:35:47,3 | +8:34,1 | A8 M  | 1    |

1. ↑  Litera M przy oznaczeniu grupy do której należy samochód oznacza, iż tylko ci kierowcy zdobywali punkty dla swoich zespołów liczonych w klasyfikacji producentów na koniec sezonu.

## Zwycięzcy odcinków specjalnych
| Numer | Nazwa                | Zwycięzca             |
| ----- | -------------------- | --------------------- |
| OS1   | Ruwertal / Fell 1    | S. LOEB / D. ELENA    |
| OS2   | Dhrontal 1           | S. LOEB / D. ELENA    |
| OS3   | Schones Moselland    | F. DUVAL / S. SMEETS  |
| OS4   | Ruwertal / Fell 2    | S. LOEB / D. ELENA    |
| OS5   | Dhrontal 2           | S. LOEB / D. ELENA    |
| OS6   | Schones Moselland 2  | S. LOEB / D. ELENA    |
| OS7   | Bosenberg 1          | S. LOEB / D. ELENA    |
| OS8   | Panzerplatte 1       | S. LOEB / D. ELENA    |
| OS9   | Erzweiler 1          | S. LOEB / D. ELENA    |
| OS10  | Panzerplatte 2       | F. DUVAL / S. SMEETS  |
| OS11  | Erzweiler 2          | S. LOEB / D. ELENA    |
| OS12  | Bosenberg 2          | F. DUVAL / S. SMEETS  |
| OS13  | St Wendel 1          | S. LOEB / D. ELENA    |
| OS14  | St Wendeler Land 1   | S. LOEB / D. ELENA    |
| OS15  | Freisen / Westrich 1 | S. LOEB / D. ELENA    |
| OS16  | Birkenfelder Land    | M. MÄRTIN / M. PARK   |
| OS17  | St Wendeler Land 2   | G. GALLI / G. D'AMORE |
| OS18  | Freisen / Westrich 2 | P. SOLBERG / P. MILLS |
| OS19  | St Wendel 2          | S. LOEB / D. ELENA    |

## Klasyfikacja po 11 rundach
Tabele przedstawiają tylko pięć pierwszych miejsc.

### Kierowcy
| Lp. | Kierowca          | Pkt |
| --- | ----------------- | --- |
| 1   | Sébastien Loeb    | 93  |
| 2   | Marcus Grönholm   | 61  |
| 3   | Petter Solberg    | 55  |
| 4   | Markko Märtin     | 53  |
| 5   | Toni Gardemeister | 47  |

### Producenci
| Lp. | Producent                | Pkt |
| --- | ------------------------ | --- |
| 1   | Citroën Total            | 123 |
| 2   | Malboro Peugeot Total    | 117 |
| 3   | BP Ford World Rally Team | 72  |
| 4   | Subaru World Rally Team  | 62  |
| 5   | Mitsubishi Motors        | 47  |